# Cuilapa-Barbarena
Le Cuilapa-Barbarena est un champ volcanique du Guatemala.